# Romanée-conti
Pour les articles homonymes, voir Romanée et Conti.
La romanée-conti est un vin français d'appellation d'origine contrôlée (AOC) produit sur le climat de la Romanée-Conti à Vosne-Romanée, en Côte-d'Or. Il est classé parmi les grands crus de la côte de Nuits. L’appellation, en situation de monopole, est exclusivement exploitée par le Domaine de la Romanée-Conti.
Il est populairement considéré comme le plus grand vin de Bourgogne et fait partie des vins les plus chers au monde disponibles commercialement, avec des prix de plusieurs milliers d'euros par bouteille.
Le domaine est inclus dans le site des « Climats du vignoble de Bourgogne », inscrits par l’UNESCO au patrimoine mondial de l'humanité en 2015.

## Histoire

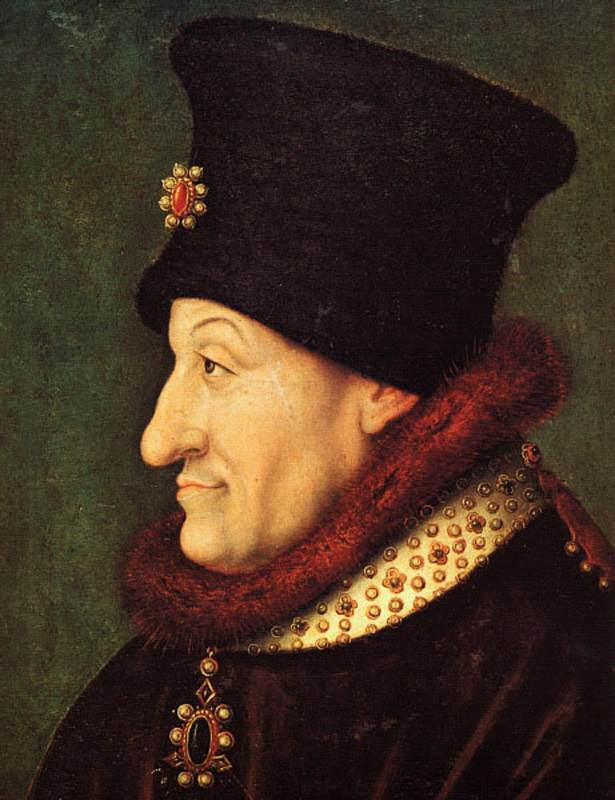
Philippe II le Hardi.

Son nom vient du prince Louis-François de Bourbon-Conti qui achète la vigne en 1760 à un prix élevé,,
En 1794, 13 février, le nom de « Romanée-Conty » apparaît.

### Période contemporaine

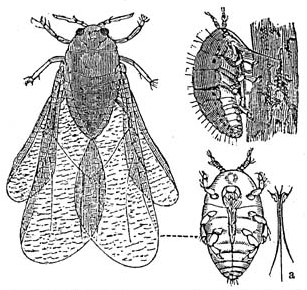
Phylloxéra.

#### XIXesiècle
Après la Révolution française, le domaine est déclaré bien national, puis en 1869, il est repris par un négociant, Jacques-Marie Duvault-Blochet, ancêtre du gérant et actionnaire actuel, Aubert de Villaine. Dans les décennies 1830-1840, la pyrale survint et attaqua les feuilles de la vigne. Elle fut suivie d'une maladie cryptogamique, l'oïdium. Le millésime 1865 a donné des vins aux teneurs naturelles en sucres très élevées et des vendanges assez précoces. À la fin de ce siècle arrivèrent deux nouveaux fléaux de la vigne. Le premier fut le mildiou, autre maladie cryptogamique, le second le phylloxéra. Cet insecte térébrant venu d'Amérique mit très fortement à mal le vignoble.

#### XXesiècle
En 1945, l'ensemble du vignoble qui était resté de pied franc (planté directement, sans porte-greffe) fut arraché à la suite de l'épidémie de phylloxéra pour être replanté avec des porte-greffes américains. Il n'y a donc pas eu de vin produit de 1946 à 1951.
À partir des années 1980, une partie du vignoble est conduite selon les méthodes de l'agriculture biologique, officiellement depuis 1985.
Les techniques biodynamiques sont généralisées au domaine en 2007, après des essais menés depuis 2002,

## géographie

### Géologie et orographie
Sols bruns calcaires, fortement argileux, 60 cm d'épaisseur de sol. 250 à 310 mètres d'altitude. Exposé au levant.

### Climatologie
C'est un climat tempéré à légère tendance continentale.
Dijon
Pour la ville de Dijon (316 m), les valeurs climatiques jusqu'à 1990 :
| Mois                              | jan. | fév. | mars | avril | mai  | juin | jui. | août | sep. | oct. | nov. | déc. | année |
| --------------------------------- | ---- | ---- | ---- | ----- | ---- | ---- | ---- | ---- | ---- | ---- | ---- | ---- | ----- |
| Température minimale moyenne (°C) | −1   | 0,1  | 2,2  | 5     | 8,7  | 12   | 14,1 | 13,7 | 10,9 | 7,2  | 2,5  | −0,2 | 6,3   |
| Température moyenne (°C)          | 1,6  | 3,6  | 6,5  | 9,8   | 13,7 | 17,2 | 19,7 | 19,1 | 16,1 | 11,3 | 5,6  | 2,3  | 10,5  |
| Température maximale moyenne (°C) | 4,2  | 7    | 10,8 | 14,7  | 18,7 | 22,4 | 25,3 | 24,5 | 21,3 | 15,5 | 8,6  | 4,8  | 14,8  |
| Précipitations (mm)               | 49,2 | 52,5 | 52,8 | 52,2  | 86,3 | 62,4 | 51   | 65,4 | 66,6 | 57,6 | 64,2 | 62   | 732,2 |

## Vignoble

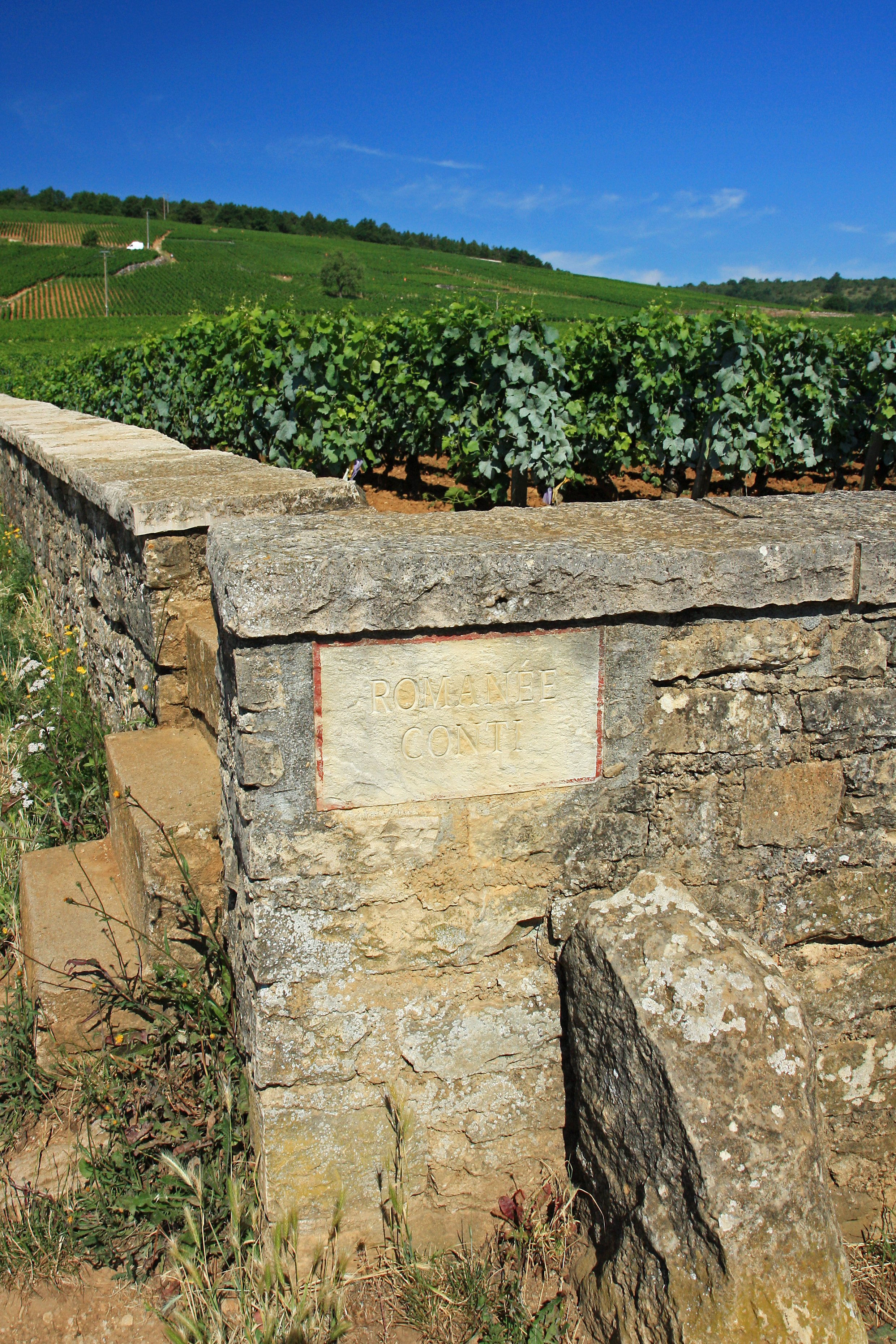
Romanée-Conti gravé dans la pierre.

### Présentation
Situé sur la commune de Vosne-Romanée, ce grand cru couvre une surface de seulement 1,81 hectare, soit 42,5 ouvrées (ou un hectare, 80 ares et 50 centiares). Il est exploité en monopole par le domaine de la Romanée-Conti (DRC). La production annuelle est d'environ 45 hectolitres (soit 5 500 bouteilles).
Il est actuellement la propriété des familles de Villaine et Leroy, propriétaires également d'autres grands crus de Bourgogne. Particularité : elles étaient commercialisées par caisses panachées de douze bouteilles, mais depuis 2003 la vente panachée est de treize bouteilles, soit une unique bouteille de romanée-conti pour douze autres bouteilles de grands crus de la côte de Nuits (soit ses échezeaux, grands-échezeaux, romanée-saint-vivant, richebourg et la-tâche).

### Encépagement

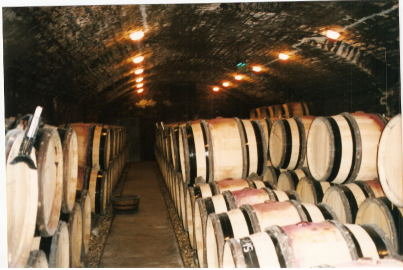
La cave du domaine de la Romanée-Conti.

Le pinot noir compose exclusivement les vins rouges de l'AOC. Il est constitué de petites grappes denses, en forme de cône de pin composées de grains ovoïdes, de couleur bleu sombre. C'est un cépage délicat, qui est sensible aux principales maladies et en particulier au mildiou, au rougeot parasitaire, à la pourriture grise (sur grappes et sur feuilles), et aux cicadelles. Ce cépage, qui nécessite des ébourgeonnages soignés, a tendance à produire un nombre important de grappillons. Il profite pleinement du cycle végétatif pour mûrir en première époque. Le potentiel d'accumulation des sucres est élevé pour une acidité juste moyenne et parfois insuffisante à maturité. Les vins sont assez puissants, riches, colorés, de garde. Ils sont moyennement tanniques en général.

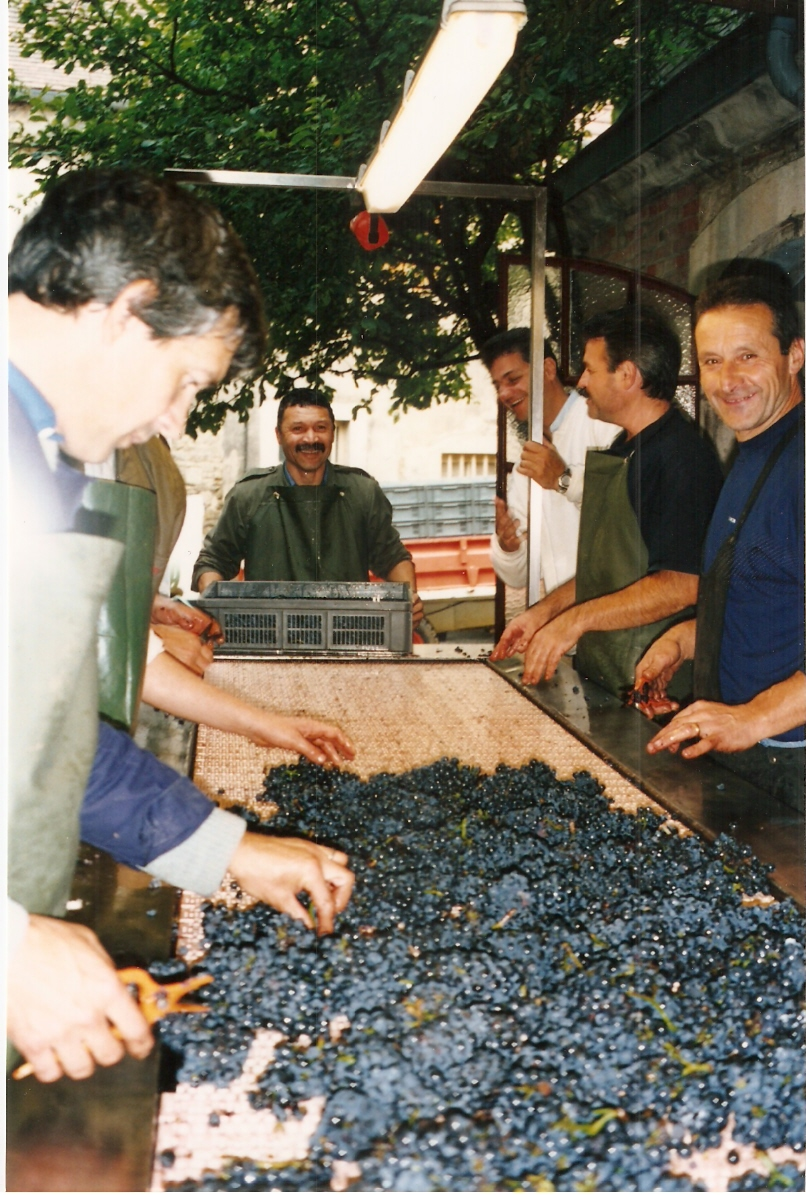
La table de tri au domaine de la Romanée-Conti.

### Rendements
Les rendements visés sont de 35 à 49 hl/ha au maximum.
Cette production peut varier énormément d'une année sur l'autre, sans qu'il soit question de catastrophe naturelle de type grêle ou gel. Il y a eu, par exemple 5 548 bouteilles en 2002 contre 3 575 en 2003. Par ailleurs l'option biologique (depuis 1985) et biodynamique entraîne des pertes de récoltes dues aux maladies, pertes acceptées et bénéfiques qualitativement.

## Vins

### Titres alcoométriques volumique minimal et maximal
| AOC                           | Rouge   | Rouge   |
| Titre alcoométrique volumique | minimal | maximal |
| Grand cru                     | 11,5 %  | 14,5 %  |

### Terroir et vins
Rubis sombre, carminé avec l'âge. Diversifié et ample au nez avec arômes de petits fruits rouges et noirs, de violette, d'épices, de sous-bois. Bouche puissante, délicate, franche, complète, subtile, flamboyante.

### Gastronomie, garde et température de service
S'accorde bien avec du gibier à poils et plumes, de la viande au goût fort, des volailles sauvages (canard), du veau rôti.
Se sert entre 15 et 17 degrés. Se garde entre 20 et 40 ans.

## Économie

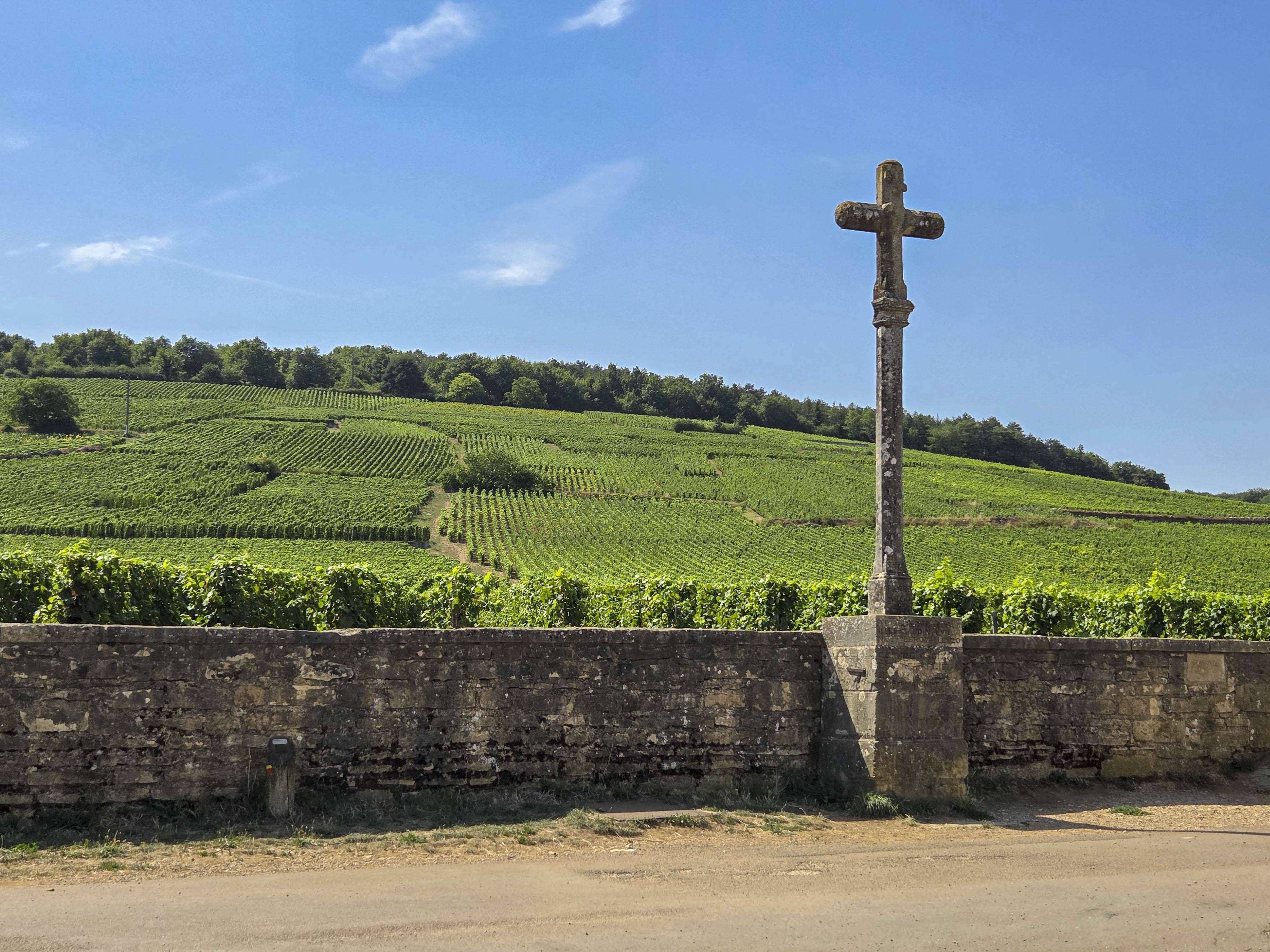
Vignoble du domaine de la Romanée-Conti à Vosne-Romanée.

La caisse panachée de treize bouteilles du millésime 2006 a été proposée pendant l'année 2009 au prix de 5 596 € en primeur plus port, ce qui a fait du romanée-conti le vin rouge le plus cher du monde à cette date ; en l'an 2000 la caisse panachée de douze bouteilles du millésime 1997 était vendue par le Domaine à moins de 3 000 €.
Dans un grand magasin de Kōbe au Japon, une bouteille de romanée-conti, année 2000, s'est vendue 787 500 yens, soit 5 000 €. En mars 2005, six magnums de romanée-conti 1985 avaient été adjugés 134 315 € lors d'une vente à New York. Une bouteille (75 cl) de romanée-conti 2005 était en vente aux Galeries Lafayette Haussmann, à Paris, pour 18 000 €. Ce record a été battu en 2006 par un Château Mouton Rothschild 1945. La cote actuelle aux enchères d'une bouteille de romanée-conti 1990 est de 7 256 euros, selon la cote des vins diffusée par le site idealwine.com. En 2010, le site Wine-searcher qui possédait plus de 800 références, le classait également au premier rang des 50 vins les plus chers du monde, avec un prix moyen de plus de 8 000 US$ (6 150 €) tous millésimes et marchands confondus dans le monde. En janvier 2014, une caisse panachée  de douze bouteilles du millésime 2010 était en vente aux Galeries Lafayette, à Paris, à 45 000 €. Le 2 avril 2014, une bouteille (75 cl) de romanée-conti, année 1996, était en vente à la boutique hors taxes de l'aéroport de Paris-Charles-de-Gaulle à 29 000 €. Une bouteille de 2010 (75 cl) était en vente en novembre 2015 au Lafayette Gourmet du Centre Bourse à Marseille au prix de 21 000 €.
Le 12 octobre 2016, une bouteille (75 cl) de romanée-conti était en vente à la boutique hors taxes de l'aéroport de Paris-Charles-de-Gaulle à 32 000 €, ce qui constitue à cette date le prix le plus élevé constaté. Mais, le 25 janvier 2018, une bouteille de Romanée-Conti de 1991 y était en vente à 34 510 €.
En mars 2018, la Romanée-Conti reste le vin le plus cher, titre perdu en 2015, retrouvé en 2016. 
Une bouteille du millésime 1945 s'est notamment vendue 558 000 $ en octobre 2018 lors d'une vente aux enchères à New York, établissant un nouveau record.

## Notoriété
En 1973, la bourguignonne Anne Sylvestre compose la chanson La Romanée-Conti dans l'espoir d'obtenir une bouteille du vin mythique. Son vœu fut exaucé par Aubert de Villaine, co-gérant du domaine.
L'appellation Romanée-conti fut l'objet d'une forte attention médiatique en 2002 lorsque le président d'alors de la Fédération française de football, Claude Simonet, passa en note de frais une bouteille de ce vin facturée à 4 800 € dans un restaurant coréen, au moment de la débâcle de l'équipe de France de football à la coupe du monde de football 2002.
Un personnage de l'animé re:zero, Pételgeuse Romanée-Conti porte le même nom, même si ce n'est pas officiel.

## Documentaire
Quatre saisons à la Romanée Conti est un film documentaire réalisé en 2010 par Thomas Bravo-Maza et consacré à ce domaine et à ses vins.